# 维勒法尼昂
维勒法尼昂（法語：Villefagnan，法語發音：[vilfaɲɑ̃]）是法国夏朗德省的一个市镇，位于该省北部，属于孔福朗区。

## 地理
维勒法尼昂（46°0'48"N, 0°4'47"E）面积23.65 平方千米，位于法国新阿基坦大区夏朗德省，该省份为法国西部内陆省份，北起德塞夫勒省和维埃纳省，东临上维埃纳省，东南至多尔多涅省，南至多爾多涅省，西接滨海夏朗德省。
与维勒法尼昂接壤的市镇（或旧市镇、城区）包括：布雷特、拉谢夫勒里、昂皮雷、拉费、拉马格德莱娜、赖克斯、苏维涅、维利耶勒鲁、库尔科姆。
维勒法尼昂的时区为UTC+01:00、UTC+02:00（夏令时）。

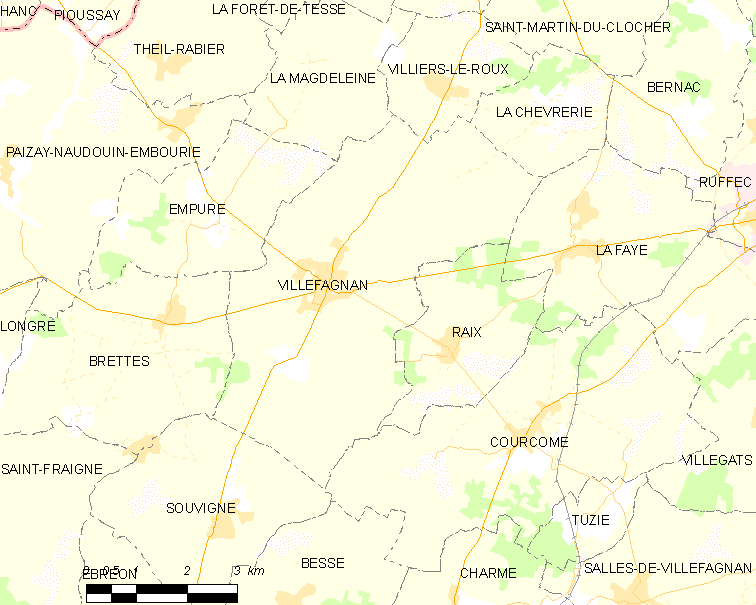
维勒法尼昂的OSM定位图

## 行政
维勒法尼昂的邮政编码为16240，INSEE市镇编码为16409。

## 政治
维勒法尼昂所属的省级选区为夏朗德北县。

## 交通
夏朗德省省道D9线、D19线、D27线和D740线在境内交汇。

## 人口

1962-2008年间维勒法尼昂人口变化图示

维勒法尼昂于2022年1月1日时的人口数量为981人。